# بوقيراط
بوقيراط إحدى بلديات دائرة بوقيراط التابعة لولاية مستغانم. وبحسب التعداد العام للسكان والمساكن لعام 2008 ، يقدر عدد سكان بلدية بوقيراط بنحو 31469 نسمة مقابل 26954 نسمة في عام 1998.

## التسمية
هنالك روايتان حول تسمية البلدية:[بحاجة لمصدر]
- الأولى تقول بأنها سميت نسبة إلى رجل كان يضع قراط أو يبيع الذهب بالقراط، والقراط هو وزن من أوزان الذهب، لكن هذه التسمية أصبحت كرواية ضعيفة ولا يمكن الأخذ بها.
- أما التسمية الثانية وهي المتفق عليها أنها سميت نسبة إلى ولي صالح، زار المنطقة ومكث بها، كان يسمى بسيدي «بوليغرات» وله «حويطة» ولا تزال تلك الحويطة مبنية على حافة الطريق الرابط بين بوقيراط والسوافلية. على بعد 06 كلم من مركز المدينة وهو ما تأكده وثائق ومخططات وخرائط مسح الأراضي الفرنسية للمنطقة. وهذه التسمية إتفق حولها العديد من المهتمين بتاريخ المنطقة.

## تاريخ

### العهد الإستعماري
تم إنشاء المركز السكاني في 16 أبريل 1862 ، ثم القسم البلدي من غليزان ، وتم تشييده في بلدية كاملة بموجب مرسوم محافظي بتاريخ 6 يوليو 1869 ، تم تأكيده بمرسوم.ثم ضم البلدة إلى دائرة مستغانم عام 1956 متجاورة مع منطقة أولاد بوعبسة أو عرش أولاد بوعبسة، وكذا عرش أولاد شافع، لتصبح المنطقة جغرافيا مقسمة إداريا إلى عرشين، وكانت تابعة معظم أقاليمها إلى المطمر، حتى سنة 1957 ليتم توسيع الحدود الإقليمية للبلدية بضم العرشين لها (عرش أولاد بوعبسة وأولاد شافع).

### بعد الإستقلال
أما بعد الاستقلال في سنة 1964م، كان ترسيم الحدود الجغرافية للبلدية وكانت بلدية سيرات وجزء من حدود بلدية الطواهرية تابعة لبوقيراط إلى غاية أواخر أكتوبر 1984م الذي يعتبر آخر ترسيم للحدود البلدية لبوقيراط والذي لا يزال معمول به إلى يومنا هذا.

## الثقافة

### وعدة سيدي الشارف
من أشهر الوعدات الشعبية بولاية مستغانم طعم سيدي الشارف، الذي قال عنه المؤرخ الفرنسي روني ليكليرك في سنة 1902، إنه كان يجمع 15 ألف عربي كل سنة لمدة أسبوعين ويتميّز هذا الحفل بضرب الخيام وإطعام المساكين وتلاوة القرآن الكريم ومزار المقام واستعراض فرق الروسية القادمة من مختلف جهات الوطن. كما يعدّ هذه الموسم مناسبة لجمع المتخاصمين من القبائل ليختتم المنظمون هذا المهرجان بأكلة الكسكسي على أمل أن يلتقوا في مكان آخر باعتبار الولاية تزخربأولياء الله الصالحين وهي مشهورة بذلك، أما اليوم الثاني فهو مخصص للفئة النسوية من أجل أخذ نصيبها هي الأخرى من الفرجة 